# 胡文瀚 (光緒進士)
胡文瀚，陝西省興安府漢陰廳人，清朝政治人物、進士出身。
光緒十二年（1886年），参加光緒丙戌科殿試，登進士二甲104名。同年五月，著交吏部掣签，分发各省以知县即用。